# Eupithecia propria
Eupithecia rubeni là một loài bướm đêm trong họ Geometridae.